# زهير الحارثي
الدكتور زهير بن فهد الحارثي  يشغل حاليا منصب الأمين العام لمركز الحوار العالمي بين أتباع الأديان والثقافات «كايسيد» في العاصمة البرتغالية لشبونة. الحارثي كان عضو مجلس الشورى السعودي لمدة ثلاث دورات: الدورة الخامسة والسادسة والسابعة (2009-2020) وعضو مجلس أمناء مركز الملك عبد العزيز للحوار الوطني ، وكاتب وباحث بقضايا الفكر والسياسية والقانون. تخرج من كلية الحقوق (الأنظمة) بجامعة الملك عبد العزيز، ثم نال درجة الماجستير في القانون من جامعة برونيل ببريطانيا، وبعدها حصل على درجة الدكتـــوراه في فلسفة القانون من جامعة كنت ببريطانيا.
وهو عضو في عدد من مجالس الإدارة لجمعيات أهلية وخيرية، وله مشاركات في الفضائيات كمحلل وخبير سياسي، فضلا عن المؤتمرات والملتقيات العربية والدولية. له أوراق عمل ودراسات وابحاث ومقالات متنوعة في دور الاعلام وقضايا الإرهاب وحقوق الإنسان والإسلام السياسي وصراع الحضارات والعلاقات الخليجية الإيرانية وغيرها. يكتب حاليا مقالا اسبوعيا في جريدة الشرق الأوسط. عمل الحارثي كرئيس دائرة تحقيق وادعاء (ب) بالنيابة العامة (هيئة التحقيق والادعاء العام سابقا).
ثم عضوا بمجلس هيئة حقوق الإنسان والناطق الرسمي لها في السعودية. مؤسس مبادرة نظام حماية الوحدة الوطنية التي قدمها 2009 م وعرضت في مجلس الشورى

## المؤهلات العلميـــة
- درجة الدكتـــوراه: في فلسفة القانون من جامعة كنت – بريطانيا.
- درجة المـــاجستير: في القانون – من جامعة برونيل – بريطانيا.
- درجة البكالوريس: في القانون – كلية الحقوق - جامعة الملك عبد العزيز – جدة.

## الحياة العملية
- عضو مجلس الشورى - مجلس الشورى الدورة السابعة من 3/3/1438 هـ إلى 2/3/1442 هـ.
- عضو مجلس الشورى - مجلس الشورى الدورة السادسة من 3/3/1434 هـ إلى 2/3/1438 هـ.
- عضو مجلس الشورى - مجلس الشورى الدورة الخامسة من 3/3/1430هـ إلى 2/3/1434 هـ.
- عضو مجلس هيئة حقوق الإنسان والناطق الرسمي لها – هيئة حقوق الإنسان.
- عضو هيئة التحقيق والادعاء العام – هيئة التحقيق والادعاء العام.

## عضوية مجالس ولجان
- عضو مجلس أمناء مركز الملك عبد العزيز للحوار الوطني.
- عضو مجلس إدارة جمعية الأطفال المعوقين.
- رئيس اللجنة الاعلامية وتنمية الموارد بجمعية الأطفال المعوقين.
- عضو اللجنة العليا لوقف مكة.
- عضو مجلس إدارة الجمعية السعودية الخيرية للأمراض الوراثية.
- له مشاركات تلفزيونية (قناة الجزيرة، قناة العربية، قناة سكاي نيوز عربية، قناة الحرة، قناة دبي، قناة أبو ظبي وغيرها) في التحليل السياسي والحقوقي في النشرات الإخبارية والبرامج الفضائية.
- نشرت له مقالات فكرية وسياسية في العديد من الصحف العربية والمحلية (جريدة الشرق الأوسط، جريدة عكاظ، جريدة الحياة، الاقتصادية وجريدة الرياض[10]).
- يكتب حاليا مقالا اسبوعيا في جريدة الشرق الأوسط.
- شارك بدراسة حول أزمة الإعلام العربي على هامش اجتماعات وزراء الإعلام العرب عام 2000م.
- له أوراق عمل، فكرية حول العولمة وصراع الحضارات ودور مؤسسات المجتمع المدني، وسياسية حول إيران واليمن وافرازات الربيع العربي.
- تم انتخاب د. الحارثي يوم 19 ديسمبر 2016م رئيسا للجنة الشؤون الخارجية بمجلس الشورى السعودي.

## المؤتمرات والندوات
- شارك ضمن الوفد السعودي الزائر لجمهورية مصر العربية للإطلاع على نظام النيابة العامة عام 1997م.
- شارك ضمن الوفد السعودي المشارك في مؤتمر التحكيم بمحكمة العدل الدولية بلاهاي عام 2001م، برئاسة مستشار خادم الحرمين الشريفين.
- شارك بورقة عمل في ندوة التطرف والإرهاب التي عقدت في لندن في نوفمبر 2005م.
- شارك ضمن برنامج الزائر الدولي الذي تنظمه وزارة الخارجية الأمريكية عام 2007م.
- مثل المملكة في لقاء مع مسؤولي الخارجية الاميركية في واشنطن موفدا من هيئة حقوق الإنسان لمناقشة قضايا تتعلق بطلبة سعوديين عام 2007م.
- ترأس الوفد السعودي المشارك في مؤتمر العدالة والسلام في ألمانيا عام 2007م.
- حضور مؤتمرات في الدراسات السياسية وحقوق الإنسان والتي عقدت في كل من: جامعة أكسفورد – جامعة بيركلي – جامعة هارفارد – جامعة كنت- جامعة لندن؛ منتدى الدوحة، أعوام 1997م، 2000م، 2003م، 2007م، 2012 م.
- شارك ضمن وفد مجلس الشورى برئاسة رئيس المجلس في لقاء المسؤولية الاجتماعية مع الصحافة المحلية عام 2012.
- شارك ضمن وفد مجلس الشورى برئاسة رئيس المجلس لحضور أعمال مؤتمر الاتحاد البرلماني العربي في القاهرة نوفمبر 2010م.
- شارك ضمن وفد مجلس الشورى برئاسة رئيس المجلس في زيارتة إلى بريطانيا بناء على الدعوة الموجهة من رئيس مجلس العموم ورئيسة مجلس اللوردات خلال الفترة 3-8 مارس 2013م.
- شارك ضمن وفد مجلس الشورى في حوار بعثة العلاقات مع شبه الجزيرة العربية في البرلمان الأوربي الذي عقد في العاصمة البلجيكية بروكسل خلال الفترة 28-29 مايو 2013م.
- شارك عضواً ضمن الوفد المرافق لالأمير سلمان بن عبد العزيز آل سعود ولي العهد نائب رئيس مجلس الوزراء وزير الدفاع في زياراته الرسمية لكل من باكستان واليابان والهند والمالديف اعتباراً من 15 فبراير 2014م.
- شارك ضمن وفد مجلس الشورى في أعمال مؤتمر عالم بلا جدران في مدينة برلين خلال الفترة 10-11 سبتمبر 2014م..
- ترأس وفد لجنة الصداقة البرلمانية في مجلس الشورى لزيارة كل من جمهورية رومانيا وجمهورية ألبانيا خلال الفترة 1-8 أبريل 2015م.
- شارك ضمن اجتماع اللجنة البرلمانية الخليجية المشتركة المعنية بتعزيز العلاقات مع البرلمان الأوروبي في بروكسل بتاريخ 7/10/2015م.
- شارك ضمن وفد مجلس الشورى في أعمال الجمعية العمومية الثامنة لاتحاد البرلمانات الآسيوية الذي عقد في مملكة كمبوديا من 8 - 11 ديسمبر 2015م
- شارك ضمن لجنة الشؤون الخارجية في زيارتها إلى جمهورية روسيا الاتحادية ممثلة لمجلس الشورى خلال المدة 24-26/2/2016م.
- شارك بورقة عمل (تحديات الدولة الوطنية) في ندوة الجنادرية في الرياض في فبراير 2016م.
- شارك ضمن وفد مجلس الشورى لزيارة الحد الجنوبي خلال المدة 12-14/5/1437هـ.
- شارك ضمن وفد مجلس الشورى في الاجتماع التأسيسي لدول مجلس التعاون للحوار الذي عقد بالدوحة في قطر من الفترة 14 أبريل 2016م.
- شارك ضمن وفد مجلس الشورى لزيارة إيطاليا خلال الفترة 8-11 /11/ 2016م.

## وصلات خارجية
- مركز الملك عبدالله بن عبدالعزيز العالمي للحوار بين أتباع الأديان والثقافات «كايسيد»
- موقع مجلس الشورى السعودي
- ا لامر الملكي بالتعيين عضو مجلس أمناء مركز الملك عبد العزيز للحوار الوطني
- مقالات جريدة الرياض